# Bezirksklasse Thüringen 1937/38

SV 08 Steinach e.V. - Nach dem Abstieg - Schneller Wiederaufstieg

Die Bezirksklasse Erfurt-Thüringen 1937/38 war die fünfte Spielzeit der als Unterbau zur Gauliga Mitte fungierenden zweitklassigen Bezirksklasse Thüringen. Erneut wurde die Liga im Rundenturnier-Modus mit Hin-und-Rückspiel absolviert. Da es in der letzten Serie keinen Thüringer Absteiger aus der Gauliga gab, der SC Erfurt 95 aber den Weg in diese fand, wurde die diesjährige Bezirksklassen-Saison mit nur noch elf Vereinen ausgetragen, sodass ein Team immer spielfrei war.
Der SV 08 Steinach gewann die diesjährige Saison überaus deutlich mit zwölf Punkten Vorsprung vor dem überraschend stark auftrumpfenden Aufsteiger FSV Rositz. Der SC Apolda komplettierte das Spitzentrio. Steinach konnte dann ebenso die Aufstiegsrunde zur Gauliga Mitte 1938/39 erfolgreich gestalten und stieg damit nach zwei Jahren Abstinenz, wieder in die Gauliga Mitte auf. Am Ende der Saison stiegen die SpVgg Zella-Mehlis 06, chancenlos in die Kreisklasse Henneberg, bzw. die Eintracht 08 Altenburg etwas unglücklich, aber doch sportlich gerecht in die Kreisklasse Osterland ab. Ihre damit freiwerdenden Plätze nahmen wie unten ersichtlich, durch den jeweiligen Gewinn, in einer erstmals mit je drei Vereinen je Gruppe zweigeteilt-ausgetragenen Aufstiegsrunde, die mit nur jeweils einem Heimspiel für alle Vereine ausgespielt wurde, ein. Der SV 04 Breitungen (Henneberg) und der 1. SV Gera 04 (Osterland) setzten sich hierbei als Runden-Sieger durch. Beide zufälligerweise aus ebendiesen Kreisen, in welche beide Klassen-Absteiger sportlich gescheitert, hinunter mussten.

## Abschlusstabelle
Die Abschlusstabelle ist aus dem im Unterpunkt Quellen notierten Buch entnommen. 
  [ Dazu erfolgten Ergänzungs-Nach-Recherchen mithilfe der erwähnten Zeitungs-Quelle.] 
Gespielte Spiele: 110 / Erzielte Tore: 474

(5. Spielzeit - Saison-Beginn: 05.09.1937)
| Pl. | Verein                 | Sp. | Tore  | Quote | Punkte |
| --- | ---------------------- | --- | ----- | ----- | ------ |
| 01. | SV 08 Steinach         | 20  | 79:14 | 5,64  | 36:04  |
| 02. | FSV Rositz (N)         | 20  | 49:48 | 1,02  | 24:16  |
| 03. | SC Apolda 1910         | 20  | 57:36 | 1,58  | 23:17  |
| 04. | FC Wacker 1910 Gera    | 20  | 37:34 | 1,09  | 22:18  |
| 05. | VfB 1910 Apolda        | 20  | 38:32 | 1,18  | 19:21  |
| 06. | VfB Sömmerda 1911      | 20  | 41:45 | 0,91  | 19:21  |
| 07. | VfB 09 Pößneck (N)     | 20  | 40:52 | 0,77  | 19:21  |
| 08. | 1. FC Sonneberg 04     | 20  | 42:52 | 0,81  | 18:22  |
| 09. | SC 06 Oberlind         | 20  | 39:46 | 0,85  | 17:23  |
| 10. | Eintracht 08 Altenburg | 20  | 32:62 | 0,51  | 15:25  |
| 11. | SpVgg Zella-Mehlis 06  | 20  | 20:53 | 0,37  | 08:32  |

| (N) | Aufsteiger aus den Kreisklassen |

## Aufstiegsrunde
In der Aufstiegsrunde spielten die Gewinner der einzelnen 1. Kreisklassen um die beiden Aufstiegsplätze zur Bezirksklasse Thüringen 1938/39. 
 Die diesjährige Aufstiegsrunde wurde erstmals in zwei Gruppen mit je drei Mannschaften ausgetragen. Beide Gruppensieger stiegen auf.
Gruppe A:

1. SV Gera 04 - Der erste Schritt für noch größere Meriten

Gespielte Spiele: 6 / Erzielte Tore: 33 / Ausspielung: 08.05. - 12.06.1938

SpVgg Zella-Mehlis 06 B.-K.-Abstieg nach Jahren der Konstanz 1937/38

| Pl. | Verein                                               | Sp. | Tore  | Quote | Punkte |
| --- | ---------------------------------------------------- | --- | ----- | ----- | ------ |
| 1.  | 1. SV Gera 04 (Sieger Kreisklasse Osterland)         | 4   | 14:07 | 2,00  | 6:02   |
| 2.  | SC Stadtilm (Sieger Kreisklasse Erfurt)              | 4   | 11:08 | 1,37  | 4:04   |
| 3.  | SG Siemens-Neuhaus (Sieger Kreisklasse Südthüringen) | 4   | 08:18 | 0,44  | 2:06   |

Gruppe B:

Gespielte Spiele: 6 / Erzielte Tore: 32 / Ausspielung: 08.05. - 26.06.1938
| Pl. | Verein                                                | Sp. | Tore  | Quote | Punkte |
| --- | ----------------------------------------------------- | --- | ----- | ----- | ------ |
| 1.  | SV 04 Breitungen (Sieger Kreisklasse Henneberg)       | 4   | 17:06 | 2,83  | 6:02   |
| 2.  | MSV M.v.Richthofen Weimar (Sieger Kreisklasse Weimar) | 4   | 10:09 | 1,11  | 4:04   |
| 3.  | SV 1899 Mühlhausen (Sieger Kreisklasse Wartburg)      | 4   | 5:17  | 0,29  | 2:06   |